# Trogoxylon angulicollis
Trogoxylon angulicollis är en skalbaggsart som beskrevs av Santoro 1960. Trogoxylon angulicollis ingår i släktet Trogoxylon och familjen kapuschongbaggar. Inga underarter finns listade i Catalogue of Life.